# America (1788)

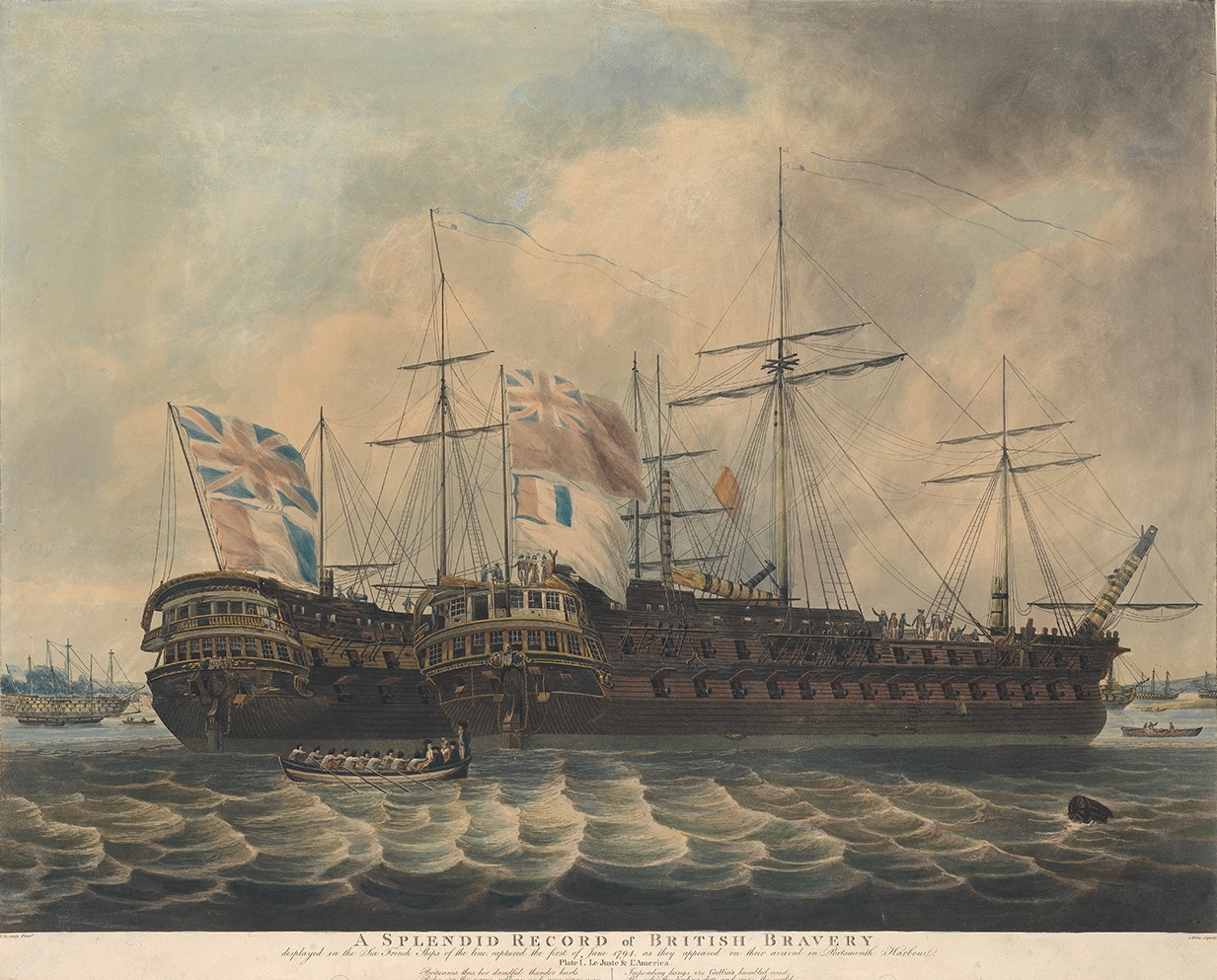
LAmerica (à gauche) à l'ancre en Angleterre après sa capture, en compagnie du Juste (à droite).

Pour les articles homonymes, voir America.
L'America est un vaisseau de ligne de 74 canons de la classe Téméraire de la Marine royale française. Il a été capturé par le HMS Leviathan de la Royal Navy en 1794 lors de la bataille du 13 prairial an II. Il a alors servi sous pavillon anglais sous le nom de HMS Impétueux jusqu'à son démantèlement en 1813. Il a été le prototype des vaisseaux de ligne de la classe America (en) de la Royal Navy.